# هاگن (شلسویگ-هولشتاین)
هاگن (به آلمانی: Hagen) یک شهر در آلمان است که در Bad Bramstedt-Land واقع شده‌است. هاگن ۳۷۴ نفر جمعیت دارد.